# DEB-Pokal der Frauen 2023/24
Der DEB-Pokal der Frauen 2023/24 wurde vom 14. Oktober 2023 bis zum 4. Februar 2024 ausgetragen. Der ERC Ingolstadt holte den Pokal nach dem Erfolg im Vorjahr zum zweiten Mal. Zweiter wurde erneut der ECDC Memmingen Indians.

## Teilnehmer und Modus
Die sechs deutschen Mannschaften der Fraueneishockey-Bundesliga sind fürs Viertelfinale des DEB-Pokals gesetzt. Zwölf weitere Teilnehmer aus unterklassigen Ligen spielen in drei Runden die anderen beiden Viertelfinalisten aus.
Fraueneishockey-Bundesliga
- ECDC Memmingen
- Mad Dogs Mannheim
- ERC Ingolstadt
- ESC Planegg
- EC Bergkamener Bären
- Eisbären Juniors Berlin

Landesliga Bayern
- EC Bad Tölz
- SG ETC Crimmitschau/ESV Halle
- ESC River Rats Geretsried
- Mad Dogs Mannheim 1b
- Schwenninger ERC 04
- EHC Ulm/Neu-Ulm

2. Liga Nord
- EC Hannover Indians
- Kölner EC „Die Haie“
- Cold Play Sharks Mechelen

1. Frauenliga Nord-Ost
- ASV Penguins Hamburg

NRW Bezirksliga
- Eisadler Dortmund
- EJ Kassel IceCats

## 1. Runde
| 14. Okt. 2023 18:00 Uhr | EJ Kassel IceCats | 0:31 (0:9, 0:11, 0:11) Spielbericht | SG ETC Crimmitschau/ESV Halle | Nordhessen Arena, Kassel Zuschauer: 65 |

| 15. Okt. 2023 19:00 Uhr | Eisadler Dortmund | 1:9 (1:5, 0:3, 0:1) Spielbericht | Kölner EC „Die Haie“ | Eissportzentrum Westfalen, Dortmund Zuschauer: 93 |

| 21. Okt. 2023 18:00 Uhr | ESC River Rats Geretsried | 4:3 OT (1:2, 0:1, 2:0, 1:0) Spielbericht | EHC Ulm/Neu-Ulm | Heinz-Schneider-Eisstadion, Geretsried |

| 21. Okt. 2023 19:00 Uhr | EC Hannover Indians | 7:0 (1:0, 2:0, 4:0) Spielbericht | ASV Penguins Hamburg | Eisstadion am Pferdeturm, Hannover Zuschauer: 153 |

| 28. Okt. 2023 13:00 Uhr | Schwenninger ERC 04 | 1:14 (0:5, 1:3, 0:6) Spielbericht | Mad Dogs Mannheim 1b | Helios Arena, Villingen-Schwenningen |

## 2. Runde
| 18. Nov. 2023 20:00 Uhr | EC Bad Tölz | 5:2 (3:1, 1:0, 1:1) Spielbericht | ESC River Rats Geretsried | Hacker-Pschorr-Arena, Bad Tölz |

| 19. Nov. 2023 11:55 Uhr | Cold Play Sharks Mechelen | 7:0 (2:0, 2:0, 3:0) Spielbericht | Kölner EC „Die Haie“ | Ice Skating Center Mechelen, Mechelen Zuschauer: 45 |

| 19. Nov. 2023 15:30 Uhr | SG ETC Crimmitschau/ESV Halle | 0:4 (0:1, 0:3, 0:0) Spielbericht | EC Hannover Indians | Kunsteisstadion im Sahnpark, Crimmitschau |

## 3. Runde
| 2. Dez. 2023 19:45 Uhr | Mad Dogs Mannheim 1b | 6:0 (3:0, 0:0, 3:0) Spielbericht | EC Bad Tölz | SAP Arena, Halle Nord, Mannheim Zuschauer: 50 |

| 9. Dez. 2023 19:00 Uhr | EC Hannover Indians | Nichtantritt Gast Spielbericht | Cold Play Sharks Mechelen | Eisstadion am Pferdeturm, Hannover |

## Viertelfinale
Das Spiel in Memmingen musste abgesagt werden, weil Planegg nicht die Mindestspielstärke erreichen konnte. Zunächst war eine Neuansetzung geplant. Nachdem Planegg zwei von Memmingen angebotene Nachholtermine abgelehnt hatte, wertete der DEB die Begegnung für Memmingen.
| 9. Dez. 2023 17:15 | ECDC Memmingen | Wertung Spielbericht | ESC Planegg | Eissporthalle am Hühnerberg, Memmingen |

| 9. Dez. 2023 17:30 Uhr | EC Bergkamener Bären F. Klare (11:52) M. Gillette (57:07) | 2:7 (1:1, 0:3, 1:3) Spielbericht | Mad Dogs Mannheim J. Miller (14:31) A. Davies (22:05) A. Sterzik (25:29) T. Botthof (39:39) H. Amort (48:30) M. Vetter (55:03) Y. Reichelt (57:29) | Eissporthalle Bergkamen, Bergkamen Zuschauer: 32 |

| 9. Dez. 2023 19:00 Uhr | EC Hannover Indians D. Poweleit (58:34) Z. Teister (64:03) | 2:1 n. V. (0:0, 0:0, 1:1, 1:0) Spielbericht | Eisbären Juniors Berlin A. Stratton (50:49) | Eisstadion am Pferdeturm, Hannover Zuschauer: 518 |

| 9. Dez. 2023 19:30 Uhr | Mad Dogs Mannheim 1b | 0:7 (0:2, 0:3, 0:2) Spielbericht | ERC Ingolstadt E. Nix (06:09) L. MacLeod (08:58) B. Karpf (25:39) P. Pavuk (35:59) L. Bogdanski (38:44) E. Matschke (43:41) P. Pavuk (46:35) | SAP Arena, Halle Nord, Mannheim Zuschauer: 45 |

## Halbfinale
| 3. Feb. 2024 15:30 Uhr | EC Hannover Indians | 0:14 (0:2, 0:5, 0:7) Spielbericht | ERC Ingolstadt E. Nix (01:28) L. Bogdanski (11:27) E. Nix (27:53) L. MacLeod (33:42) E. Nix (35:49) E. Nix (36:07) E. Nix (39:17) L. MacLeod (44:58) L. Klein (52:10) M. Delarbre (53:16) M. Delarbre (56:01) E. Nix (58:19) S. Kaneppele (58:30) S. Sabus (59:58) | Bundesstützpunkt, Arena, Füssen Zuschauer: 123 |

| 3. Feb. 2024 19:00 Uhr | ECDC Memmingen A. Sabautzki (41:00) K. Häckelsmiller (52:40) N. Eisenschmid (59:20) | 3:1 (0:1, 0:0, 3:0) Spielbericht | Mad Dogs Mannheim A. Sterzik (02:49) | Bundesstützpunkt, Arena, Füssen Zuschauer: 100 |

## Spiel um Platz 3
| 4. Feb. 2024 11:00 Uhr | Mad Dogs Mannheim A. Sterzik (12:45) A. Sterzik (19:47) J. Miller (25:47) S. Grösch (27:00) H. Amort (30:33) T. Schmitz (34:27) A. Sterzik (39:53) A. Davies (50:33) A. Sterzik (51:01) M. Vetter (56:06) J. Miller (56:40) | 11:0 (2:0, 5:0, 4:0) Spielbericht | EC Hannover Indians | Bundesstützpunkt, Arena, Füssen Zuschauer: 80 |

## Finale
| 4. Feb. 2024 14:30 Uhr | ERC Ingolstadt L. Düsterhöft (49:36) | 1:0 (0:0, 0:0, 1:0) Spielbericht | ECDC Memmingen | Bundesstützpunkt, Arena, Füssen Zuschauer: 101 |